# Songs from the Road
Songs from the Road — концертний альбом канадського автора та виконавця пісень Леонарда Коена, представлений 14 вересня 2010 року на лейблі Columbia Records. Запис альбому відбувався під час концертів музиканта протягом 2008 та 2009 років. Платівка отримала платиновий статус у Австралії та Ірландії і золотий — у Польщі та Угорщині.

## Список композицій
Автор музики і слів Леонард Коен (якщо не зазначено інше). 
| #   | Назва                                                    | Автор                   | Записано                                                      | Тривалість |
| --- | -------------------------------------------------------- | ----------------------- | ------------------------------------------------------------- | ---------- |
| 1.  | «Lover, Lover, Lover» (із New Skin for the Old Ceremony) |                         | 24 вересня 2009; Ramat Gan Stadium, Тель-Авів, Ізраїль        | 7:42       |
| 2.  | «Bird on the Wire» (із Songs From a Room)                |                         | 6 листопала 2008; Clyde Auditorium, Глазго, Шотландія         | 6:07       |
| 3.  | «Chelsea Hotel» (із New Skin for the Old Ceremony)       |                         | 17 листопада 2008; Альберт-холл, Лондон, Англія               | 3:30       |
| 4.  | «Heart with No Companion» (із Various Positions)         |                         | 2 листопада 2008; König Pilsener Arena, Обергаузен, Німеччина | 5:05       |
| 5.  | «That Don't Make It Junk» (із Ten New Songs)             | Л. Коен, Шерон Робінсон | 13 листопада 2008; O2 Арена, Лондон, Англія                   | 4:21       |
| 6.  | «Waiting for the Miracle» (із The Future)                | Л. Коен, Шерон Робінсон | 13 листопада 2009; SAP Center, Сан-Хосе, Каліфорнія           | 7:59       |
| 7.  | «Avalanche» (із Songs of Love and Hate)                  |                         | 12 жовтня 2008; Scandinavium, Гетеборг, Швеція                | 4:16       |
| 8.  | «Suzanne» (із Songs of Leonard Cohen)                    |                         | 30 листопада 2008; MEN Arena, Манчестер, Англія               | 3:40       |
| 9.  | «The Partisan» (із Songs From a Room)                    | Hy Zaret, Anna Marly    | 10 жовтня 2008; Hartwall Arena, Гельсінкі, Фінляндія          | 5:17       |
| 10. | «Famous Blue Raincoat» (із Songs of Love and Hate)       |                         | 13 листопада 2008; O2 Арена, Лондон, Англія                   | 5:22       |
| 11. | «Hallelujah» (із Various Positions)                      |                         | 17 квітня 2009; Coachella Music Festival, Індіо, Каліфорнія   | 7:30       |
| 12. | «Closing Time» (із The Future)                           |                         | 24 травня 2009; John Labatt Centre, Лондон, Онтаріо, Канада   | 6:05       |

## Чарти
| Чарт (2010)                                          | Найвища позиція |
| ---------------------------------------------------- | --------------- |
| Австрія Austrian Albums (Ö3 Austria)                 | 7               |
| Бельгія Belgian Albums (Ultratop Flanders)           | 5               |
| Бельгія Belgian Albums (Ultratop Wallonia)           | 19              |
| Канада Canadian Albums (Billboard)                   | 10              |
| Хорватія Croatian Foreign Albums (IFPI)              | 3               |
| Чехія Czech Albums (ČNS IFPI)                        | 8               |
| Данія Danish Albums (Hitlisten)                      | 23              |
| Нідерланди Dutch Albums (MegaCharts)                 | 26              |
| European Albums (Billboard)                          | 18              |
| Франція French Albums (SNEP)                         | 35              |
| Німеччина German Albums (Media Control)              | 36              |
| Греція Greek Albums (IFPI)                           | 24              |
| Угорщина Hungarian Albums (MAHASZ)                   | 8               |
| Нова Зеландія New Zealand Albums (Recorded Music NZ) | 11              |
| Норвегія Norwegian Albums (VG-lista)                 | 7               |
| Польща Polish Albums (ZPAV)                          | 1               |
| Португалія Portuguese Albums (AFP)                   | 4               |
| Іспанія Spanish Albums (PROMUSICAE)                  | 15              |
| Швеція Swedish Albums (Sverigetopplistan)            | 39              |
| Швейцарія Swiss Albums (Schweizer Hitparade)         | 29              |
| Велика Британія UK Albums (OCC)                      | 68              |
| США Billboard 200                                    | 112             |

| Чарт (2011)                                        | Найвища позиція |
| -------------------------------------------------- | --------------- |
| Фінляндія Finnish Albums (Suomen virallinen lista) | 37              |